# Weiss-Reaktion
Die Weiss-Reaktion ist eine Namensreaktion aus dem Bereich der Organischen Chemie zur Synthese bicyclischer Diketone. Die Reaktion ist benannt nach ihrem Entdecker Ulrich Weiss (1908–1989). Da es sich bei der Weiss-Reaktion um eine Kondensationsreaktion handelt und Weiss zusammen mit seinem Studenten James M. Cook (* 1945) an der Synthese von bicyclischen Diketonen gearbeitet hat, kommen in der Literatur die Bezeichnungen Weiss-Cook-Kondensation, Weiss-Cook-Reaktion und Weiss-Cook-Prozess vor. Die Reaktion zeichnet sich durch die Bildung von vier Kohlenstoff-Kohlenstoff-Bindungen und den Einsatz von einfachen Edukten, die zu komplizierten Produkten reagieren, aus.

## Übersichtsreaktion
Bei der Weiss-Reaktion handelt es sich um eine Reaktionskette von zwei Aldolreaktionen gefolgt von zwei Michael-Reaktionen. Aus einer 1,2-Dicarbonylverbindung und zwei Äquivalenten 3-Oxoglutarsäurediestern (z. B. 3-Oxoglutarsäuredimethylester) entsteht in basischer oder schwach sauren Pufferlösung ein cis-Bicyclo[3.3.0]octan-3,7-dion.
In der Übersichtsreaktion ist die 1,2-Dicarbonylverbindung symmetrisch. Wenn stattdessen, wie im Beispiel unten, eine unsymmetrische 1,2-Dicarbonylverbindung als Edukt eingesetzt wird, entsteht als Produkt ein Bicyclus mit zwei verschiedenen Resten R (H, Organylgruppe wie z. B. Alkylgruppe).

## Reaktionsmechanismus
Der Mechanismus ist noch nicht vollständig bewiesen, kann aber wie folgt diskutiert werden:
Zuerst erfolgt eine intermolekulare Aldoladdition des 3-Oxoglutarsäuredimethylesters 1 an die 1,2 Dicarbonylverbindung 2, wobei in diesem Fall R1 = R2 = H gilt. Es entsteht ein Aldol 3. Die daran anschließende intramolekulare Aldoladdition hat ein ringförmiges Intermediat 4 zur Folge.
Nach einer Protonierung und zweimal durchgeführten Dehydratisierung kann das zweite Äquivalent des 3-Oxoglutarsäuredimethylesters durch eine intermolekulare Michael-Reaktion (1. Michael-Addition) mit dem Zwischenprodukt 5 verknüpft werden. Es folgt unmittelbar eine intramolekulare Michael-Reaktion (2. Michael-Addition), durch die das cis-Bicyclo[3.3.0]octan-3,7-dion 6 entsteht.
Die vier Estergruppen des Produkts können durch saure Hydrolyse und anschließender Decarboxylierung entfernt und somit durch Wasserstoffatome ersetzt werden.

### Stereochemie
Bei dieser Reaktion entstehen nur cis-Isomere, da sie bei der Abfolge von thermodynamischen Gleichgewichten um 25,5 kJ/mol stabiler sind als die trans-Isomere.

## Beispiel
In einem Beispiel reagieren zwei Äquivalente des 3-Oxoglutarsäuredimethylesters mit 1,2-Cyclopentandion – einer cyclischen 1,2-Dicarbonylverbindung – zu einem komplexen Ringsystem:
Statt 1,2-Cyclopentandion können auch viele andere acyclische, cyclische oder bicyclische 1,2-Dicarbonylverbindungen in der Weiss-Reaktion als Edukt eingesetzt werden.